# Delay Sports Berlin
Der Delay Sports Berlin e. V., kurz Delay Sports Berlin oder nur Delay Sports, ist ein Fußballverein aus Berlin. Der Verein wurde am 12. Juli 2021 gegründet und erlangte deutschlandweite Bekanntheit, da er u. a. von Influencern gegründet wurde und innerhalb kurzer Zeit über 300.000 Follower auf Instagram erreichte. Die erste Herrenmannschaft nahm zur Saison 2022/23 den Spielbetrieb auf und spielt 2025/26 in der achtklassigen Bezirksliga Berlin.

## Geschichte
2021 beschlossen Elias Nerlich, Betreiber eines der meistgefolgten deutschsprachigen Twitch-Kanäle, und Sidney Friede, der kurz zuvor seine Karriere als Profifußballer verletzungsbedingt hatte beenden müssen und sich nun wie Nerlich dem Live-Streaming sowie YouTube widmet, mit weiteren Freunden einen Fußballverein zu gründen. Ziel von Nerlich, der unter anderem von 2015 bis 2016 beim RSV Waltersdorf 09 in der sechstklassigen Brandenburg-Liga gespielt hatte, und Friede war es, selbst wieder im Amateurbereich spielen zu können und diesen in Deutschland mit ihrer Reichweite zu fördern. Am 12. Juli 2021 fand mit acht Gründungsmitgliedern die Gründungsversammlung des Delay Sports Berlin e. V. statt. Auf dieser wurde Nerlich zum Präsidenten gewählt. Am 18. November 2021 wurde der Verein schließlich in das Vereinsregister beim Amtsgericht Charlottenburg eingetragen. Der Vereinsname ist eine Kombination aus dem Begriff Delay (deutsch Verzögerung) sowie der Phonetik des Videospielentwicklers EA Sports und nimmt Bezug auf Ärgernisse rund um die Fußballsimulation FIFA. Der Name, die Vereinsfarben und das Logo wurden von Nerlichs und Friedes Online-Community gewählt bzw. von einem Follower gestaltet.
Delay Sports Berlin wurde Ende Mai 2022 ordentliches Mitglied des Berliner Fußball-Verbands (BFV). Der BFV erteilte der Herrenmannschaft zur Saison 2022/23 eine Sondergenehmigung für die Teilnahme in der untersten Liga, der elftklassigen Kreisliga C, da neugegründete Vereine regulär drei Jahre ununterbrochen in der BFV-Freizeitliga antreten müssen, ehe sie in den regulären Spielbetrieb aufgenommen werden. Der Verband akzeptierte jedoch den Ausnahmeantrag aufgrund der „Innovationskraft und Reichweite“ des Vereins und äußerte: „Vereinsgründer Elias Nerlich erreicht mit seinen Streams Millionen von Jugendlichen und jungen Erwachsenen in Deutschland. Wenn diese Aufmerksamkeit für eine nachhaltige Entwicklung und zur Förderung sozialen Engagements genutzt wird, ist das ein Gewinn für die Vereinslandschaft unserer Stadt.“ Zum ersten Kader zählten neben Nerlich und Friede u. a. die ehemaligen Profifußballer Kevin Pannewitz und Bilal Kamarieh. Zudem schlossen sich weitere Spieler aus höheren Ligen – wie der viertklassigen Regionalliga Südwest oder sechstklassigen Berlin-Liga – dem Verein an. Nerlich gab vor der Saison das Ziel aus, fünfmal hintereinander bis in die Berlin-Liga aufsteigen zu wollen. Das erste Spiel der Vereinsgeschichte war ein 5:1-Testspielsieg gegen die zweite Mannschaft des FC Concordia Wilhelmsruh am 9. Juli 2022. In der ersten Saison gewann man alle 24 Ligaspiele und stieg als Meister in die Kreisliga B auf. Ein Jahr später folgte ohne Punktverlust der Durchmarsch in die Kreisliga A.
In der Saison 2024/25 sorgte der Verein für Aufsehen, da das Spiel am 4. Spieltag gegen die zweite Mannschaft des BSV Al-Dersimspor um den ehemaligen deutschen Nationalspieler Max Kruse kurz nach dem Führungstreffer für Delay Sports in der Nachspielzeit aufgrund von Handgreiflichkeiten samt Polizeieinsatz abgebrochen wurde. Im 7. Spiel erfolgte nach 58 siegreichen Ligaspielen in Folge die erste Niederlage und somit auch der erste Punktverlust der Vereinsgeschichte. Unterdessen hatte die Mannschaft im Berliner Landespokal das Achtelfinale erreicht, in dem man auf den Regionalligisten und späteren Landespokalsieger BFC Dynamo traf. Delay Sports Berlin trat das Heimrecht ab, sodass das Spiel (0:12) vor 4.500 Zuschauern – darunter rund 1.400 Anhänger von Delay Sports – im Sportforum Hohenschönhausen stattfand. In der Liga folgte anschließend kein weiterer Punktverlust mehr, sodass man als Meister in die Bezirksliga aufstieg.

## Spielort
Die Heimspiele fanden in der ersten Saison im rund 3000 Zuschauer fassenden Preussenstadion des BFC Preussen im Stadtteil Lankwitz statt. Bei schlechtem Wetter wurde auch der daneben gelegene Kunstrasenplatz genutzt. Seit der Saison 2023/24 spielt die erste Mannschaft zumeist im Stadtteil Wilmersdorf auf einem Kunstrasenplatz der Sportanlage Blissestraße, die auch der 1. FC Wilmersdorf nutzt.

## Reichweite, Marketing und soziales Engagement
Der Verein weist auf Instagram über eine halbe Million Follower auf (Stand Juli 2025) und ist damit einer der reichweitenstärksten deutschen Fußballvereine auf der Plattform. Die Aufnahme des Spielbetriebs rief ein breites Medienecho hervor. Neben regionalen Medien wurde u. a. in der Sportschau, in Die Zeit, im Kicker und in der Bild berichtet.
Im Juli 2023 fand ein Freundschaftsspiel gegen die Mannschaft des Influencers Trymacs statt, die in der Vorsaison als achte Herrenmannschaft des SC Victoria Hamburg unter dem inoffiziellen Namen „SSV Hardstuck“ in der zehntklassigen Kreisklasse B des Hamburger Fußball-Verbands an den Start gegangen war und ebenfalls als Meister den Aufstieg geschafft hatte. Das Spiel wurde in Hamburg vor rund 5.500 Zuschauern im ausverkauften Stadion Hoheluft ausgetragen und endete mit einem 8:1-Sieg für die Berliner.
Der Verein verzichtet auf Einnahmen durch Trikotsponsoring und spielt stattdessen mit dem Logo der Stiftung Deutsche Krebshilfe auf der Brust.
Zur Saison 2023/24 ging der Verein eine Ausrüsterpartnerschaft mit Adidas und dem Online-Händler 11 Teamsports ein, über dessen Shop die Trikots verkauft werden. Zwei Stunden nach dem Verkaufsstart im August 2023 war ein erstes Kontingent der insgesamt für die Saison geplanten 10.000 Trikots ausverkauft.
Mit Stand Februar 2023 wurde eine Mitgliederzahl von 10.000 angegeben. Dies widerspricht jedoch der Mitgliederstatistik des Landessportbunds Berlin, nach der der Verein im Jahr 2024 nicht zu den zehn größten Sportvereinen der Stadt gehört und deren zehntplatzierter Verein eine Mitgliederzahl von 5.730 aufweist.

## Personen

### Bekannte Spieler
- Sidney Friede
- Bilal Kamarieh
- Elias Nerlich
- Kevin Pannewitz
- Fırat Suçsuz
- Junior Torunarigha

### Cheftrainer
- Seit 2022: Andreas Schild[26]

### Präsidenten
- Seit 2021: Elias Nerlich

## Saisondaten
| Saison                   | Liga                         | Ebene | Platz (von) | Tore   | Punkte | Berliner Landespokal |
| ------------------------ | ---------------------------- | ----- | ----------- | ------ | ------ | -------------------- |
| 2022/23                  | Kreisliga C Berlin Staffel 4 | 11    | 1 (13)      | 183:12 | 72     | 2. Hauptrunde        |
| 2023/24                  | Kreisliga B Berlin Staffel 2 | 10    | 1 (15)      | 157:15 | 84     | 1. Hauptrunde        |
| 2024/25                  | Kreisliga A Berlin Staffel 2 | 09    | 1 (16)      | 223:28 | 87     | Achtelfinale         |
| 2025/26                  | Bezirksliga Berlin Staffel 2 | 08    |             |        |        |                      |
| Grün unterlegt: Aufstieg |                              |       |             |        |        |                      |

## Weitere Mannschaften
Die Spielgenehmigung für die erste Herrenmannschaft erging unter der Auflage, spätestens zur Saison 2024/25 eine zweite Herrenmannschaft und zwei Jugendmannschaften zu melden.
Eine zweite Herrenmannschaft nahm zur Saison 2022/23 den Spielbetrieb in der BFV-Freizeitliga auf, ehe sie zur Saison 2023/24 in die Kreisliga C und damit in den regulären Spielbetrieb wechselte. Sie stieg mit nur zwei Punktverlusten direkt auf. In der Kreisliga B Staffel 3 wurde das Team ebenfalls Meister und spielt 2025/26 somit in der Kreisliga A.
Ebenfalls 2022/23 wurde eine dritte Herrenmannschaft für die BFV-Freizeitliga gemeldet, welche zur Saison 2024/25 ebenfalls in der Kreisliga C startete. Der direkte Aufstieg wurde mit dem 4. Platz um nur drei Punkte verfehlt.
2024/25 wurden die ersten beiden Jugendmannschaften (B- und C-Junioren) in den untersten Ligen gemeldet. Die C-Junioren stiegen direkt als Meister in die Bezirksliga auf.

## E-Sport
Delay Sports Berlin gewann in Kooperation mit dem FOKUS Clan den DFB-ePokal 2025.